# Diocesi di Catro
La diocesi di Catro (in latino Dioecesis Catrensis) è una sede soppressa e sede titolare della Chiesa cattolica.

## Storia
Catro, nell'odierna Algeria, è un'antica sede episcopale della provincia romana della Mauritania Cesariense.
Unico vescovo conosciuto di questa diocesi africana è Candidiano, il cui nome appare al 106º posto nella lista dei vescovi della Mauritania Cesariense convocati a Cartagine dal re vandalo Unerico nel 484; Candidiano era già deceduto all'epoca della redazione di questa lista.
Dal 1989 Catro è annoverata tra le sedi vescovili titolari della Chiesa cattolica; dal 30 maggio 2025 il vescovo titolare è Pedro Bismarck Chau, vescovo ausiliare di Newark. 

## Cronotassi

### Vescovi residenti
- Candidiano † (prima del 484)

### Vescovi titolari
- František Rábek (13 luglio 1991 - 20 gennaio 2003 nominato ordinario militare in Slovacchia)
- Werner Guballa † (20 febbraio 2003 - 27 febbraio 2012 deceduto)
- Nelson Jesus Perez (8 giugno 2012 - 11 luglio 2017 nominato vescovo di Cleveland)
- Louis Nguyễn Anh Tuấn (25 agosto 2017 - 25 marzo 2023 nominato vescovo di Hà Tĩnh)
- Yohane Suzgo Nyirenda (5 maggio 2023 - 1º aprile 2025 nominato vescovo di Mzuzu)
- Pedro Bismarck Chau, dal 30 maggio 2025